# Дейв Хакстол
Дейв Хакстол (англ. David Hakstol, нар. 30 липня 1968) — канадський хокейний тренер, на даний момент обіймає посаду головного тренера «Сіетл Кракен» (НХЛ).

## Життєпис
Уродженець Варбурга, Альберта, Хакстол був головним тренером «Сіу-Сіті Мушкетерс» протягом чотирьох сезонів. Він також був головним тренером чоловічої хокейної команди університету Північної Дакоти протягом 11 сезонів. Хакстол грав за «Файтінг Сіу» з 1989 по 1992 рік, i протягом п’яти років в Міжнародній хокейній лізі (МХЛ), перш ніж стати тренером. Хакстол працював головним тренером «Філадельфії Флаєрс» з травня 2015 року по грудень 2018 року. У 2017 і 2019 роках він був помічником головного тренера національної чоловічої збірної Канади.